# Erígone (hija de Icario)

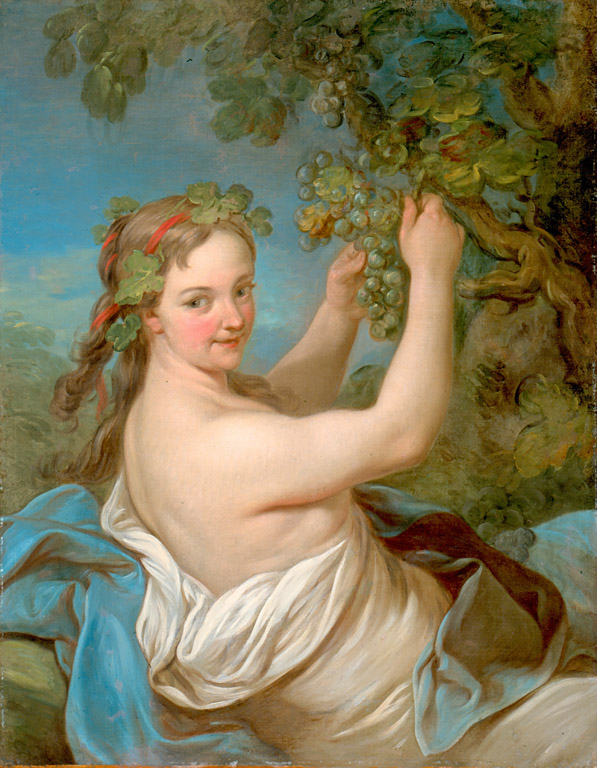
Erigone de Charles-André van Loo (1747).

En la mitología griega, Erígone (en griego antiguo: Ἠριγόνη, Ērigónē) es la hija de Icario de Atenas.
La amabilidad de Icario, padre de Erígone, con Dioniso hizo que diera a beber vino a sus pastores. Éstos, embriagados, mataron a Icario, creyendo que habían sido envenenados por él. Su hija Erígone y su perro Mera encontraron su cuerpo. Erígone se ahorcó sobre la tumba de su padre. Dioniso, furioso, castigó a Atenas haciendo que todas las mujeres vírgenes de la ciudad se suicidasen de la misma manera. 
Erígone fue colocada en el firmamento como la constelación de Virgo.
Según cuenta Ovidio, Dioniso «engañó a Erígone con uvas falsas», esto es, asumió la forma de un racimo de uvas para seducirla.
Erígone, habiéndose enterado del engaño, llamó por esto mismo a su hijo Estáfilo, ‘racimo de uvas’.